# Sobětuš
Sobětuš (německy Sobietusch) je malá vesnice, část města Nechanice v okrese Hradec Králové. Nachází se asi 3,5 kilometru severovýchodně od Nechanic. Sobětuš je také název katastrálního území o rozloze 2,22 km².

## Přírodní poměry
Vesnice stojí ve Východolabské tabuli. Východně od ní protéká řeka Bystřice, jejíž tok zde je součástí přírodní památky Bystřice.